# 彭练矛
彭练矛（1962年9月—），男，籍贯湖南平江，生于江西鹰潭，中国电子显微学家，现任北京大学信息科学技术学院教授，长江学者特聘教授。研究领域为纳米材料等。